# Marcus Whitman

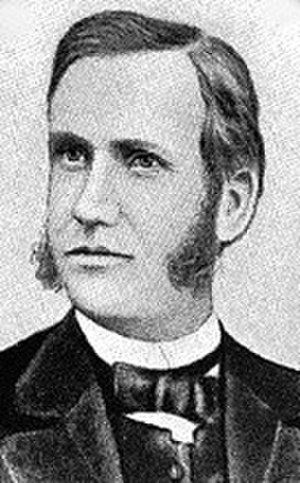
Marcus Whitman

Marcus Whitman (4 de setembro de 1802 – 29 de novembro de 1847) foi um médico e missionário estado-unidense no Oregon Country. Juntamente com sua esposa Narcissa ele iniciou uma missão no que é atualmente o sudeste do estado de Washington em 1836, que tornar-se-ía uma parada na Trilha do Oregon. Whitman posteriormente comandaria a primeira grande marcha de caravanas pela Trilha do Oregon, tornando-a uma rota viável para os milhares de imigrantes que usaram a trilha nas décadas seguintes.